# Erik Leman
Bror Erik Leman, född 5 juli 1875 i Göteborg, död där 4 januari 1948, var en svensk advokat.
Erik Leman var son till Philip Leman. Efter mogenhetsexamen i Göteborg 1893 och studier i Göteborg och Uppsala, där han blev juris utriusque kandidat 1900. Leman blev därefter extraordinarie notarie i Göta hovrätt och fullgjorde tingstjänstgöring 1900–1902. Från 1902 till sin död var han advokat i Göteborg och efter fadern en av innehavarna av dennes advokatbyrå. Han blev 1904 ledamot av Sveriges advokatsamfund och var dess vice ordförande 1920–1932. Leman innehade även förtroendeuppdrag inom affärsvärlden, bland annat som ledamot av styrelsen för Skandinaviska banken AB 1930–1934 och från 1936 samt för Svenska skeppshypotekskassan 1929–1946. Leman var en av de få sjörättsspecialisterna bland Sveriges fritt praktiserande jurister och uträttade ett uppmärksammat arbete inom området bland annat som sekreterare i styrelsen för Sveriges redareförening från 1904. Han kallades vid upprepade tillfällen som sakkunnig till brittiska domstolar i sjörättsliga frågor.